# Station Hattersley
Hattersley is een spoorwegstation van National Rail in Hattersley, Tameside in Engeland. Het station is eigendom van Network Rail en wordt beheerd door Northern Rail. 